# میشائل پریتز
میشائل پریتز (انگلیسی: Michael Preetz؛ زادهٔ ۱۷ اوت ۱۹۶۷) بازیکن فوتبال اهل آلمان است.
از باشگاه‌هایی که در آن بازی کرده‌است می‌توان به باشگاه فوتبال هرتابرلین، باشگاه فوتبال فورتونا دوسلدورف، باشگاه فوتبال زاربروکن، و باشگاه فوتبال دویسبورگ اشاره کرد.
وی همچنین در تیم‌های ملی فوتبال زیر ۲۱ سال آلمان و آلمان بازی کرده‌است.